# 薩克森的阿爾伯特 (哲學家)
薩克森的阿爾伯特，德国哲学家、数学家，在逻辑学和物理学方面有所贡献，1366年至去世为天主教哈尔伯施塔特教区主教。他曾担任维也纳大学首任校长。